# Нагрудный знак «Знак почёта» (Минобороны Украины)
Нагрудный знак «Знак почёта»  — ведомственное поощрительное отличие Министерства обороны Украины.
Знак является аналогом отличия «Знак почёта», входившей в действующую до 2012 года предыдущую систему отличий Министерства обороны Украины.

## История
30 мая 2012 года Президент Украины В. Ф. Янукович издал Указ, которым утвердил новое положение о ведомственных поощрительных наградах; министрам, руководителям центральных органов исполнительной власти, руководителям (командующим) военных формирований, государственных правоохранительных органов было поручено обеспечить в установленном порядке пересмотр актов об установлении ведомственных поощрительных знаков отличия, приведение таких актов в соответствие с требованиями этого Указа . В течение 2012—2013 годов была разработана новая система поощрительных знаков отличия, утвержденная приказом Министерства обороны Украины от 11 марта 2013 года № 165 «О ведомственных поощрительных отличиях Министерства обороны Украины». Среди других приказом была установлена награда – нагрудный знак «Знак почёта».

## Положение об отличии
- Отличием – нагрудный знак «Знак почёта» – награждаются военнослужащие и работники Вооружённый сил Украины за значительный личный вклад в дело развития, развития и обеспечения жизнедеятельности Вооружённых Сил Украины, достижения высоких показателей в военной, научной, образовательной и других сферах деятельности, безупречность труд).
- В течение календарного года количество награждённых не может превышать 2000 человек.

## Описание отличия
- Нагрудный знак имеет вид прямого равностороннего креста с расходящимися сторонами, покрытыми полупрозрачной эмалью малинового цвета, между которыми пучки расходящихся лучей белого металла. Пружки креста – жёлтого металла. Посредине креста круглый медальон жёлтого металла, на котором нанесено изображение малого Государственного Герба Украины на фоне расхожих лучей. Щит малого Государственного Герба Украины покрыт эмалью синего цвета. Медальон имеет два упругих, пространство между которыми покрыто эмалью белого цвета. В верхней части медальона надпись между пружками: «МИНИСТЕРСТВО ОБОРОНЫ УКРАИНЫ», в нижней части – две лавровые ветви. Пружки креста и медальона, буквы надписи, лавровые ветки – жёлтого металла.
- Все изображения и надписи рельефные.
- Размер нагрудного знака – 41×41 мм.
- Обратная сторона нагрудного знака слегка вогнута с застёжкой для прикрепления к одежде.
- Планка нагрудного знака представляет собой металлическую пластинку, обтянутую лентой. Размер планки: ширина – 28 мм, высота – 12 мм. Лента нагрудного знака шёлковая муаровая с продольными полосками: малинового цвета шириной 6 мм, белого – шириной 1 мм, синего – шириной 3 мм, желтого – шириной 8 мм, синего – шириной 3 мм, белого – шириной 1 мм, малинового – шириной 6 мм.

## Порядок ношения
- Нагрудный знак «Знак почёта» носится с правой стороны груди и размещается ниже государственных наград Украины , иностранных государственных наград, после нагрудного знака «За военную доблесть» .
- При наличии у человека нескольких нагрудных знаков носятся не более трёх таких знаков.
- Вместо нагрудных знаков и медалей награждён ведомственными наградами может носить планки к ним, которые размещаются после планок государственных наград Украины, иностранных государственных наград.